# Volucella bivitta
Volucella bivitta är en tvåvingeart som beskrevs av Huo, Ren och Zheng 2007. Volucella bivitta ingår i släktet humleblomflugor, och familjen blomflugor. Inga underarter finns listade i Catalogue of Life.